# Massacre de Zurich
Le massacre de Zurich est un épisode antisémite survenu à Zurich, en Suisse, en 1349.
Cet événement se déroule dans le cadre des persécutions généralisées liées à la peste noire, que les Juifs sont accusés de propager. Il est alimenté par les accusations d'empoisonnement des puits et, peut-être, par le meurtre d'un jeune garçon.

## Contexte historique
La persécution des Juifs à Zurich semble être liée à la disparition d'un jeune garçon. Le fils de Zur Wyden, un homme de Zurich issu d'une famille de cordonniers, âgé d'environ quatre ans, est assassiné et les Juifs sont accusés du meurtre,. Il est enterré par ses meurtriers au fond d'un ruisseau, le Wolfbach (de). Un garçon (nommé Walther von Wyl), qui marchait sur des échasses dans l'eau, trouve le corps quelque temps plus tard. Les Juifs l'auraient tué avec des clous, car il aurait été « enfoncé [martelé] jusqu'à la mort » (zu tod gestumpft). Ils auraient pris son sang avant de l'enterrer.
Les Juifs accusés sont traduits en justice. Ceux déclarés coupables sont brûlés vifs, tandis que leurs supposés complices sont bannis de Zurich.
En raison du manque de chroniques contemporaines rapportant l'histoire du meurtre de l'enfant (qui est mentionné pour la première fois dans des sources écrites environ deux cents ans après l'événement), certains historiens modernes doutent de sa véracité.

## Le massacre
Peu de temps après la conclusion de l'affaire Zur Wyden, les Juifs de Zurich sont accusés d'avoir empoisonné les puits. En conséquence, le conseil municipal[à vérifier] ordonne que les Juifs soient brûlés vifs. Ils sont exécutés un jour de fête religieuse, le samedi 21 février 1349. Les Juifs sont enfermés dans une maison, qui est ensuite incendiée.

« "En l'an de grâce 1349, les Juifs de Zurich ont été brûlés la veille de la Saint-Matthias" (Do von Gots geburt 1349 do brand man die Juden Zúrich an sant. Mathis abend). »

Apparemment, certains Juifs parviennent à fuir vers le château de Kyburg à proximité. Ils espèrent y trouver protection, mais sont néanmoins tués dans le massacre de Kyburg (en), où 330 Juifs sont brûlés dans la forteresse. La communauté juive de Zurich compte environ 400 membres, et la plupart d'entre eux sont tués. Les biens des Juifs sont alors volés. Le maire Rodolphe Brun, par exemple, prend possession de la maison d'un certain Moïse. Les femmes et les enfants juifs survivants sont autorisés à conserver leurs biens ; cependant, tout Juif survivant est banni. Parallèlement, toutes les dettes envers les Juifs sont annulées. La valeur des biens volés aux Juifs de Zurich est considérée comme significative.

## Date de l'évènement
La meilleure source[Laquelle ?] date l'événement au soir du 23 février 1349 sans donner plus de détails. Une source[Laquelle ?] rapporte que la communauté juive de la ville a été enfermée dans une maison pour être brûlée vive. Une autre source[Laquelle ?] date l'événement du 21 février.

## Conséquences
Malgré le massacre de 1349, les Juifs reviennent à Zurich dès 1352. Par la suite, des ordres d'expulsion sont émis en 1425, 1435 et 1436. Le nombre de ces édits peut indiquer qu'ils n'étaient pas strictement observés. Cependant, en 1624, les Juifs sont finalement complètement expulsés, après l'exécution d'Eiron (Aaron) de Lengnau, accusé de blasphème.